# Gölbaşı (Ankara)
Pour les articles homonymes, voir Gölbaşı.
Gölbaşı est une ville et un district de la province d'Ankara dans la région de l'Anatolie centrale en Turquie.

## Histoire

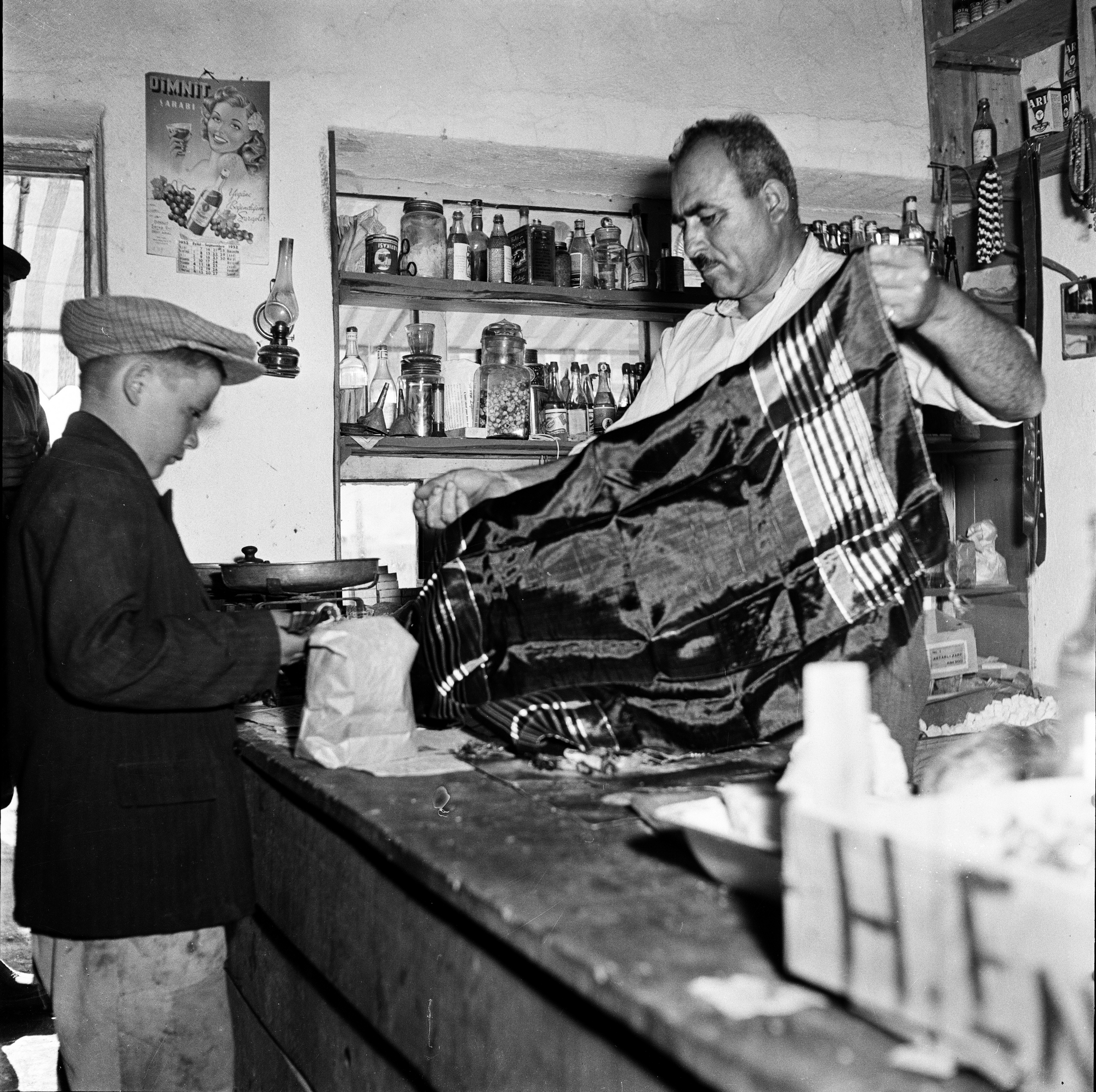
Village Ballıkpınar dans les années 1930-1960. DGPI Archives.

Lors de la tentative de coup d'État de 2016 en Turquie, le quartier-général du Police Special Operation Department (en) a été bombardé par des F-16 insurgés faisant, selon une source, 47 morts parmi les policiers. Le quartier général de la division d'aviation de la police et le siège social de l'opérateur de satellite Türksat ont également subit des bombardements.